# Shah Alam (circuit)
Het Shah Alam Circuit was een permanent circuit in de buurt van Shah Alam in Maleisië.
Het circuit werd geopend in 1968 met de niet-kampioenschapsrace Grand Prix van Maleisië, die werd gewonnen door de Indonesiër Hengkie Iriawan. Het circuit organiseerde deze race tussen 1968 en 1982, waarbij het startveld bestond uit Formule Atlantic-, Formule Pacific- en Formule 2-auto's. De laatste Grand Prix die op het circuit werd verreden was in 1995 in de Formule Holden.
Het circuit werd in 1977 gesloten na een ongeluk waarbij zes kinderen overleden, maar werd later heropend nadat hekken en vangrails naast de baan werden geplaatst. In 1985 werd de baan verlengd van 3,38 km naar 3,693 km door de aanleg van bocht 11. Dat jaar werd ook het eerste internationale evenement georganiseerd voor het World Sportscar Championship, dat werd gewonnen door Jacky Ickx.
In 1990 en 1991 organiseerde het circuit races van het wereldkampioenschap superbike en tussen 1991 en 1997 organiseerde het de Grand Prix van Maleisië in het wereldkampioenschap wegrace. Mick Doohan en Max Biaggi zijn met ieder vier overwinningen de recordhouders van het circuit. In 1998 werd de Grand Prix van Maleisië verplaatst naar het Johor Circuit en later naar het Sepang International Circuit.
In 2003 werd het circuit door de overheid van Selangor verkocht aan een ontwikkelaar, die op het terrein een luxe woonproject begon onder de naam D'Kayangan.
Het circuit werd gebruikt als een van de locaties in de Jackie Chan-film uit 1995 Thunderbolt.

## Winnaars op het circuit (Wereldkampioenschap wegrace)
| Jaar | 125cc               | 250cc         | 500cc         |
| ---- | ------------------- | ------------- | ------------- |
| 1991 | Loris Capirossi     | Luca Cadalora | John Kocinski |
| 1992 | Alessandro Gramigni | Luca Cadalora | Mick Doohan   |
| 1993 | Dirk Raudies        | Nobuatsu Aoki | Wayne Rainey  |
| 1994 | Noboru Ueda         | Max Biaggi    | Mick Doohan   |
| 1995 | Garry McCoy         | Max Biaggi    | Mick Doohan   |
| 1996 | Stefano Perugini    | Max Biaggi    | Luca Cadalora |
| 1997 | Valentino Rossi     | Max Biaggi    | Mick Doohan   |